# Pholcus dali
Pholcus dali is een spinnensoort uit de familie trilspinnen (Pholcidae). De soort komt voor in China. 